# Radøy
Gmina Radøy (norw. Radøy kommune) – norweska gmina leżąca w regionie Hordaland. Jej siedzibą jest miasto Manger.
Radøy jest 380. norweską gminą pod względem powierzchni.

## Demografia
Według danych z roku 2005 gminę zamieszkuje 4656 osób. Gęstość zaludnienia wynosi 42,08 os./km². Pod względem zaludnienia Radøy zajmuje 207. miejsce wśród norweskich gmin.
| ludność stan na 1 stycznia 2005 |         |           |       |
|                                 | kobiety | mężczyźni | razem |
| osób                            | 2335    | 2321      | 4656  |
| %                               | 50,15%  | 49,85%    | 100%  |

| wykształcenie stan na 1 października 2004 |        |         |        |        |
|                                           | podst. | średnie | wyższe | niezn. |
| osób                                      | 833    | 2294    | 485    | 48     |
| %                                         | 22,76% | 62,68%  | 13,25% | 1,31%  |

## Edukacja
Według danych z 1 października 2004:
- liczba szkół podstawowych (norw. grunnskolar): 5
- liczba uczniów szkół podst.: 664

## Władze gminy
Według danych na rok 2011 administratorem gminy (norw. rådmann) jest Christian Fotland, natomiast burmistrzem (norw. ordfører, d. borgermester) jest Jon Askeland.